# 沙摩西县
沙摩西县是印度尼西亚北苏门答腊省所辖的县份之一，县治为邦古鲁兰。
沙摩西县的面积为2,433.5平方公里，2010年时的人口为119,650。